# Monegaški franak
Monegaški franak, ISO 4217: MCF je bio službeno sredstvo plaćanja u Monaku. Bio je vezan uz francuski franak, označavao se simbolom fr. ili F., a dijelio se na 100 centima.
Monegaški franak zamijenjen je eurom 2002. u omjeru 1 euro = 6,55957 franaka.
U optjecaju su bile kovanice od 10, 20, 50 centima, te od 1, 2, 5, 10, 20 franaka.